# Eparquía de Muvattupuzha
La eparquía de Muvattupuzha (en latín: Eparchia Muvattupuzhensis y en inglés: Syro-Malankara Catholic Eparchy of Muvattupuzha) es una circunscripción eclesiástica de la Iglesia católica en India. Se trata de una eparquía siro-malankar sufragánea de la archieparquía de Tiruvalla. Desde el 11 de junio de 2019 su eparca es Yoohanon Theodosius Kochuthundil.

## Territorio y organización
La eparquía tiene 36 000 km² y extiende su jurisdicción sobre los fieles católicos siro-malankaras residentes en los distritos de: Ernakulam, Thrissur, Palakkad en el estado de Kerala, y los distritos de Coimbatore, Tirupur, Karur y Erode en el estado de Tamil Nadu.
La sede de la eparquía se encuentra en la ciudad de Muvattupuzha, en donde se halla la Catedral de San José.
En 2021 en la eparquía existían 71 parroquias agrupadas en 5 distritos eclesiásticos:
- Karimba (con 12 parroquias y misiones)
- Kunnamkulam (con 14 parroquias y misiones)
- Muvattupuzha (con 19 parroquias y misiones)
- Peechi (con 10 parroquias y misiones)
- Piravom (con 15 parroquias y misiones)

## Historia
El 14 de febrero de 1958 la Santa Sede extendió la jurisdicción de la eparquía de Tiruvalla (hoy archieparquía) más hacia el norte de Kerala, incluyendo algunos distritos de Karnataka y de Tamil Nadu, en donde la Iglesia siro-malankar luego logró progresar. 
La eparquía fue erigida el 19 de diciembre de 2002 con la bula Communitates terrarum del papa Juan Pablo II, separando territorio de la eparquía de Tiruvalla en los estados de Kerala y Tamil Nadu.
Originariamente sufragánea de la archieparquía de Trivandrum, el 15 de mayo de 2006 entró a formar parte de la provincia eclesiástica de la archieparquía de Tiruvalla.

## Estadísticas
Según el Anuario Pontificio 2022 la eparquía tenía a fines de 2021 un total de 13 550 fieles bautizados.
| Año                                                                             | Población            | Población  | Población      | Sacerdotes | Sacerdotes    | Sacerdotes    | Bautizados por sacerdote | Diáconos permanentes | Religiosos | Religiosos | Parroquias |
| Año                                                                             | Bautizados católicos | Total      | % de católicos | Total      | Clero secular | Clero regular | Bautizados por sacerdote | Diáconos permanentes | Varones    | Mujeres    | Parroquias |
| ------------------------------------------------------------------------------- | -------------------- | ---------- | -------------- | ---------- | ------------- | ------------- | ------------------------ | -------------------- | ---------- | ---------- | ---------- |
| 2003                                                                            | 18 200               | 6 600 000  | 0.3            | 38         | 35            | 3             | 478                      |                      | 4          | 63         | 62         |
| 2004                                                                            | 11 067               | 13 883 677 | 0.1            | 41         | 39            | 2             | 269                      |                      | 19         | 63         | 66         |
| 2009                                                                            | 12 640               | 15 120 000 | 0.1            | 42         | 40            | 2             | 300                      |                      | 23         | 93         | 66         |
| 2013                                                                            | 14 000               | 15 958 000 | 0.1            | 62         | 48            | 14            | 225                      |                      | 30         | 85         | 56         |
| 2016                                                                            | 13 600               | 16 588 000 | 0.1            | 55         | 43            | 12            | 247                      |                      | 17         | 82         | 32         |
| 2019                                                                            | 13 248               | 1 516 800  | 0.9            | 54         | 48            | 6             | 245                      |                      | 6          | 76         | 70         |
| 2021                                                                            | 13 550               | 1 548 700  | 0.9            | 65         | 54            | 11            | 208                      |                      | 11         | 77         | 71         |
| Fuente: Catholic-Hierarchy, que a su vez toma los datos del Anuario Pontificio. |                      |            |                |            |               |               |                          |                      |            |            |            |

## Episcopologio
- Thomas Koorilos Chakkalapadickal (15 de enero de 2003-26 de marzo de 2007 nombrado archieparca de Tiruvalla)
- Abraham Youlios Kackanatt (18 de enero de 2008-11 de junio de 2019 retirado)
- Yoohanon Theodosius Kochuthundil, por sucesión el 11 de junio de 2019[4]